# إنتاج دولي مشترك

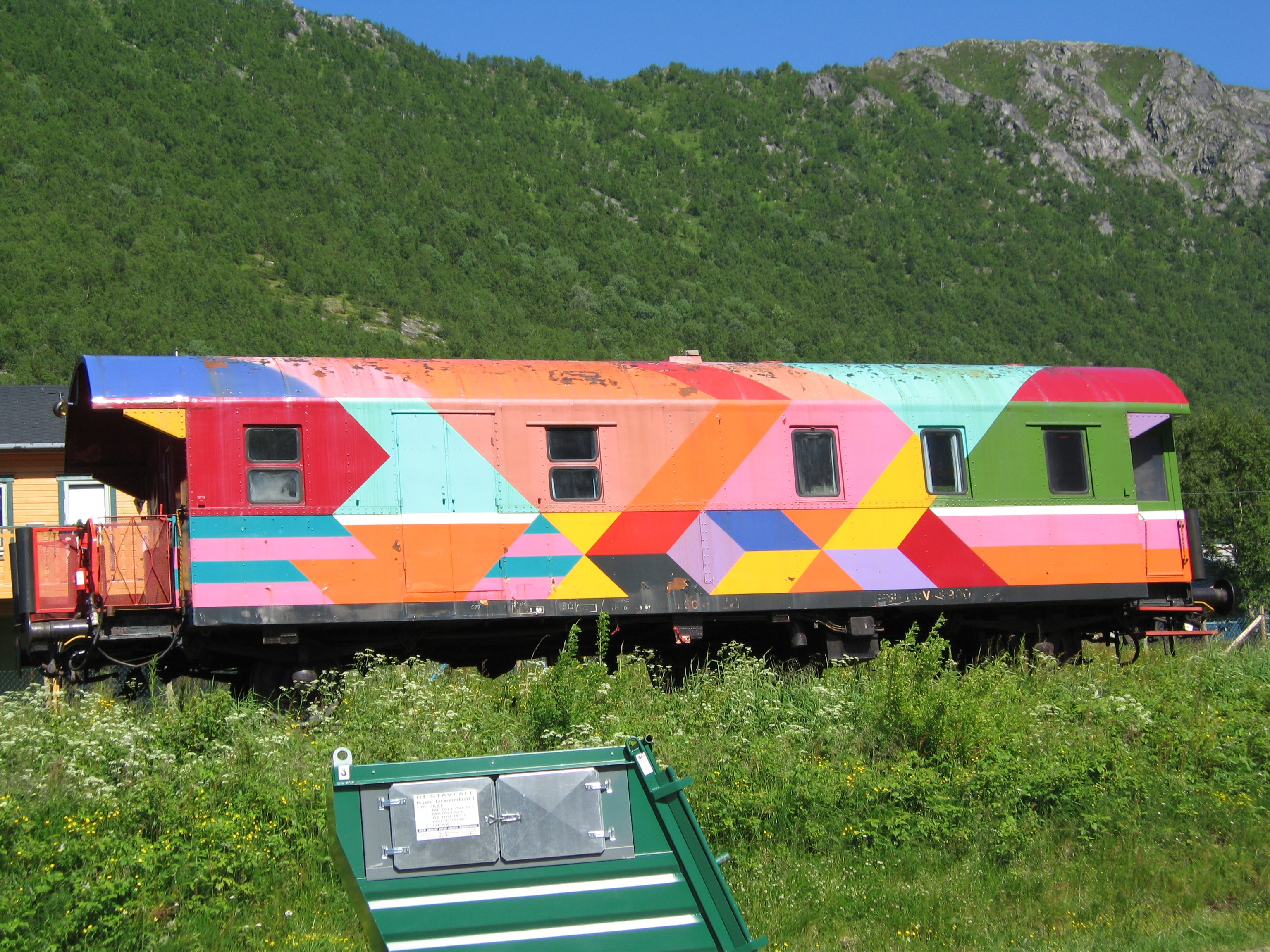

الإنتاج الدولي المشترك هو عملية إنتاج يعمل فيها معًا شركتا إنتاج مختلفتان أو أكثر كما في إنتاج الأفلام، على سبيل المثال. ففي حالة الإنتاج الدولي المشترك، تعمل شركات إنتاج من دول مختلفة (عادة تكونان اثنتين أو ثلاثة) معًا.
ويشير مصطلح الإنتاج المشترك أيضًا إلى طريقة إنتاج المستخدمين للخدمات في صورة أجزاء أو بشكل كلي.

## التاريخ والمزايا
في أعقاب الحرب العالمية الثانية، منع مشروع مارشال شركات الأفلام الأمريكية من الحصول على أرباح أفلامها في شكل نقد أجنبي خارج البلدان الأوروبية. ونتيجة لذلك، أنشأ العديد من شركات صناعة الأفلام أستوديوهات وشركات إنتاج في دول مثل المملكة المتحدة وإيطاليا للاستفادة من «أموالها المجمدة».
وحتى يتسنى الاستفادة من هذه الأرباح في إنجلترا، أنشأت شركات صناعة الأفلام شركات إنتاج اعتمادًا على القدر المطلوب من فنّيي أفلام وممثلين بريطانيين حتى تصبح مؤهلة للقيام بعمليات إنتاج بريطانية للاستفادة من ضريبة إيدي ليفي.
وفي الوقت ذاته، كانت دائرة الإيرادات الداخلية لا تفرض على المواطنين الأمريكيين الذن يعملون خارج البلاد لمدة 510 أيام على مدار 18 شهرًا ضرائب على أرباحهم. وبالرغم من أن هذا المخطط تم وضعه لمساعدة العاملين في الأعمال الإنسانية من الأمريكيين المشاركين في إعادة بناء الدول المدمرة في أعقاب الحرب العالمية الثانية؛ فقد اكتشف الوكلاء بأن ممثلي هوليوود والمخرجين وكتّاب السيناريو قد يصبحون مؤهلين للحصول على التخفيض الضريبي بسبب العمل خارج الولايات المتحدة طوال الفترة نفسها.
كان الإنتاج الدولي المشترك للأفلام منتشرًا بكثرة في فترة الخمسينيات والستينيات والسبعينيات من القرن العشرين بين شركات الإنتاج الإيطالية والإسبانية والفرنسية، كما هو مبينٌ في أفلام سباغتي ويسترن (Spaghetti-western) والسيف والصندل (sword and sandal)، والتي تعتبر إنتاجًا مشتركًا إسبانيًا إيطاليًا، وعادة ما كان يتم إخراجها بواسطة مخرج إيطالي، ويمثّلها ممثلون إيطاليون وإسبان مناصفة، ويتم تصويرها في بقاع المناظر الطبيعية في جنوب إسبانيا. ونتيجة الشهرة العالمية التي يحظى بها نجوم هوليوود، فربما يكونون قد اعتادوا على أن يكون لديهم قدر محترم من المشاهدين حول العالم، إضافة إلى الولايات المتحدة. إن تكاليف الإنتاج المنخفضة نسبيًا وعوائد شباك التذاكر المرتفعة من عروض هذه الأفلام كان غالبًا ما يؤدي إلى توجيه استثمارات هوليوود تجاه الأستوديوهات غير الأمريكية والمنتجين غير الأمريكيين مثل دينو دي لورانتس. ويكمن أحد الأمثلة على مثل هذا الإنتاج المشترك بين الدول الأوروبية في فيلم جزيرة الكنز (Treasure Island) (1972)، وهو فيلم بريطاني فرنسي ألماني إيطالي إسباني، بطولة النجم الأمريكي أورسن وسلز.
لكي يعتبر الفيلم إيطاليًا، فإنه كان يحتاج إما لمخرج إيطالي أو لمصور بالإضافة إلى ممثلَينِ إيطاليين متميزَينِ على الأقل، فضلاً عن معمل أفلام إيطالي لمعالجة الفيلم. وفي هذا الإطار، فقد استدعى المخرج والممثل ميل ويلز1 إلى المشهد حقائق تشير إلى أنه في فترة الستينيات والسبعينيات من القرن الماضي، كانت الحكومة الإسبانية تمنح المنتجين التمويل حسب ميزانية الفيلم، بينما كانت إيطاليا تمنح المنتجين التمويل بناء على نتائج عوائد شباك التذاكر التي يحققها الفيلم، ومع ذلك كان يمكن للحكومة أن تتدخل في الإنتاج إذا ما رغبت في ذلك.
ونتيجة للتكلفة المرتفعة لصناعة الأفلام، فإن العديد من الأفلام التي تم إنتاجها خارج الولايات المتحدة تعتبر إنتاجًا دوليًا مشتركًا. على سبيل المثال، فقد بدأ تصوير فيلم أميلي (Amelie) في فرنسا وقام بأدوار البطولة فيه ممثلون فرنسيون، إلا أن العديد من المشاهد تم تصويرها في أستوديوهات أفلام ألمانية، ثم إن مرحلة ما بعد الإنتاج قامت بها شركة أفلام ألمانية. هذا ويفتح الإنتاج الدولي المشترك أسواقًا جديدة أمام الأفلام والبرامج التلفزيونية، ويمكنه أن يزيد مخرجات إنتاج عالية الجودة من خلال مشاركة استثمارات حقوق الملكية.
تتم إتاحة عملية الإنتاج المشترك الرسمي من خلال اتفاقيات يتم إبرامها بين الدول. وتسعى اتفاقيات الإنتاج المشترك إلى تحقيق أهداف اقتصادية وثقافية ودبلوماسية. وبالنسبة لصنّاع الأفلام، فإن ما يجذبها لإبرام اتفاقية إنتاج مشترك في المقام الأول هو أن العمل يكون مؤهلاً لأن يصبح إنتاجًا وطنيًا في كل دولة مشاركة، ويمكن أن يساعد في الحصول على المنافع المتاحة لصناعة الأفلام والتلفزيون المحلية في كل دولة. ويمكن أن تتضمن الفوائد المساعدات المالية الحكومية والامتيازات الضريبية، فضلاً عن الإدراج في حصص البث التلفزيونية المحلية. ويقع أيضًا الإنتاج الدولي المشترك خارج إطار الإنتاج المشترك الرسمي؛ على سبيل المثال بالسبة للدول التي ليس لديها اتفاقية قائمة، أو مشروعات لا تفي بمعايير الإنتاج المشترك الرسمي.
في العديد من الحالات، يعتبر الإنتاج المشترك رد فعل تجاه تحديات التدويل التي تقوم بها دول ذات قطاعات إنتاج صغيرة، حيث تسعى للحفاظ على صناعة إنتاج قابلة للتعايش وإنتاج محتوى محدد ثقافيًا للمشاهدين الوطنيين. ومع ذلك، فهذه الأهداف المزدوجة تنتج أيضًا توترات داخل قطاعات الأفلام والتلفزيون المحلية. وبالرغم من أن اتفاقية الإنتاج المشترك يمكن أن تتيح المزيد من الموارد، إلا أن مخاطر الإنتاج الدولية تعتبر أقل صلة بالجمهور المستهدف مقارنة بعمليات الإنتاج المحلية الخالصة.

## فوائد الإنتاج الدولي المشترك
باعتباره استجابة لعملية تدويل، فإن الإنتاج المشترك يتميز بفوائد وعيوب على حد سواء. وقد حدد استطلاع، تم إجراؤه عام 1996 حول المشروعات المشتركة الكندية الدولية والمحلية، الفوائد والمزايا، وتتمثل في: 
- القدرة على جمع الموارد المالية؛
- الاستفادة من المحفزات والإعانات التي تقدمها الحكومة الشريكة؛
- الوصول إلى السوق التابع للشريك أو سوق آخر؛
- الوصول إلى مشروع محدد بدأه الشريك؛
- الوصول إلى مواقع مرغوب فيها أو مساهمات أقل تكلفة؛
- الفوائد والمزايا الثقافية؛
- فرصة التعلم من الشريك.[6]

## تكاليف الإنتاج الدولي المشترك
حدد هوسكينز وماكفادين وفين أيضًا عيوب الإنتاج الدولي المشترك، وتتمثل في: 
- التكاليف المتزايدة للتنسيق المشترك والتصوير؛
- التكاليف المرتفعة للتعامل مع الحكومات؛
- فقدان التحكم والخصوصية الثقافية؛
- السلوك الانتهازي لشركاء الإنتاج.[6]

تركز المناقشة حول عمليات الإنتاج الدولي المشترك على إمكانيات تتعلق بأن تتسم عمليات الإنتاج بخصوصية ثقافية محدودة في أي من الدول الأم التي تقوم بهذا الإنتاج المشترك. ويتسبب التدويل في حدوث توترات فيما يتعلق بالتكلفة والمزايا والفرص. ففي أستراليا، على سبيل المثال، أشار أوريجان ووارد إلى أن تدفق الإنتاج الدولي على منطقة غولد كوست بكوينزلاند في تسعينيات القرن الماضي قد أدى إلى وجود تحدٍّ واضح أمام المنتجين المحليين. وفي مواجهة مثل هذه التحديات، يحتاج المنتجون المحليون إلى تعلم «كيفية تدويل الفيلم المحلي والإنتاج التلفزيوني حتى يتسنى تكوين أسهم سوقية والاحتفاظ بها، فضلاً عن كيفية وضع نماذج جديدة للتمويل تجمع بين المصادر المحلية والأجنبية على حد سواء.» وقد تمثل أحد المناهج في معالجة هذا التوتر من خلال إنشاء «إنتاج محلي مع وجود توجيه دولي واضح». ولكن لم يتفق الجميع على أن هذا المنهج هو الأفضل. فعلى سبيل المثال، فإنه في بعض قطاعات الصناعة، قوبلت بالرفض فكرة أن أستراليا ينبغي أن تنتج المزيد من البرامج «المنزوعة الطابع المكاني» مثل أعمال الفنتازية والخيال العلمي.
في أستراليا، أشار البعض إلى أن التحديد الضيق «للمحتوى المحلي» قد أدى إلى الحد من قدرة أستراليا على التعامل مع الشركاء الدوليين. وقد ألقى جولي هاميت جامارت نظرة متعمقة على المناهج المختلفة التي اتخذتها فرنسا وأستراليا تجاه هذا الموضوع، وأشار إلى أن التعريف الحرفي الذهني للثقافة الأسترالية كان «مضادًا للطبيعة التعاونية لإنتاج الأفلام، وتحديدًا لإنتاج الدولي المشترك».
وقد توصلت الدراسات الكندية إلى دليل على أنه بالنسبة للمشروعات التلفزيونية، فإنه قد تم إنتاج المشروعات المشتركة المحلية بصورة أفضل من المشروعات المشتركة الدولية. ومع ذلك، فإنه في حالة المشروعات ذات الميزانيات الكبرى؛ فإن المشروعات المشتركة المحلية لم تكن بديلًا صالحًا للبقاء والنمو للمشروعات المشتركة الدولية. وفي دراسة حديثة أجروها حول الإنتاج المشترك في أستراليا، أثبت المؤلفون أن جمع الموارد المالية يعتبر أهم ميزة وأن تكاليف التنسيق المشترك المرتفعة تعتبر أكبر العيوب. وهذا يشير إلى أن الإنتاج المشترك مناسب بصورة أكبر لعمليات الإنتاج ذات الميزانيات الكبيرة، وتتمثل في الأفلام في المقام الأول، والتي تحتاج لرؤوس أموال كبرى، إلا أنها لا تتضمن تكاليف تنسيق مماثلة يُجنى فيها مقابل كل ما يُنفق باعتبارها مشروعات صغيرة.
وتعتبر الهيئات الحكومية على وعي قوي بهذه الأمور المهمة. فقد أقر استعراض أسترالي لقواعد الإنتاج المشترك بوجود أوجه اختلاف وتوتر بين الأهداف الثقافية والاقتصادية، وأشار إلى أن «اقتضاء أن تكون أهداف البرنامج المرجوة اقتصادية أو ثقافية في المقام الأول يمكن أن يعوق البرنامج وأن يقلل من فاعليته في القدرة على تحقيق أي من النتائج».